# 11 elegii
11 elegii este un volum de poezii al poetului român Nichita Stănescu, publicat la Editura Tineretului în 1966. Ediția nu cuprinde și Elegia a noua. a oului.
Deși inițial, Elegia a noua, a oului a fost scoasă de editură din sumar, fiind înlocuită cu poemul Omul-fantă, ulterior poezia va fi reintrodusă în antologia de autor Alfa. Cartea a șocat lumea literară românească, în jurul ei dându-se o adevărată "bătălie a modernității".
În 1969 apare prima traducere, în cehă, a acestui volum de versuri și o ediție bilingvă română-germană, iar în 1970 apar alte ediții bilingve ale volumului 11 elegii, în română-engleză și română-franceză.

## Nichita Stănescu despre11 elegii
Conform unui interviu luat la Televiziunea Română, Nichita Stănescu a afirmat următoarele despre volumul său 11 elegii:
| “ | [11 elegii este] debutul meu ... . Debutul meu este, evident, într-o criză de timp. A fost într-o criză de timp ... , debutul s-a produs într-o criză de timp interior, dar ... dar într-o maximă contemplare exterioară. 11 elegii, cel puțin pentru mine, sânt dovada începutului poeziei mele. | ” |